# Crouzille
Crouzille é uma comuna francesa na região administrativa de Auvérnia-Ródano-Alpes, no departamento Puy-de-Dôme. Estende-se por uma área de 18,5 km². Em 2010 a comuna tinha 273 habitantes (densidade: 14,8 hab./km²).